# FATF
Міжнародна група з протидії відмиванню брудних грошей (ФАТФ) (англ. Financial Action Task Force on Money Laundering, фр. Groupe d'action financière; GAFI) — міжурядовий орган, метою роботи якого є розвиток і впровадження на міжнародному рівні заходів і стандартів з боротьби щодо відмивання грошей. Був заснований в 1989 за ініціативою Великої Сімки.  

## Опис
Група відслідковує процеси й вивчає способи відмивання грошей, розробляє заходи протидії, сприяє запровадженню стандартів боротьби з відмиванням грошей. Спочатку пріоритетом ФАТФ була боротьба з відмиванням доходів, отриманих від торгівлі наркотиками. Сьогодні діяльність ФАТФ має три головних напрямки:
- розширення дії прийнятих нею рекомендацій на всі континенти і регіони земної кулі;
- перевірка того, як виконуються в державах-членах і як впроваджуються в інших державах заходи для боротьби з відмиванням грошей, засновані на 40 рекомендаціях ФАТФ, які є керівництвом до дії;
- відстеження загальносвітових методів і схем відмивання злочинно нажитих капіталів та розробка контрзаходів.

Ключовим документом ФАТФ є рекомендації, які викладені у формі щорічних звітів організації.

## Критерії
- визнання державами відмивання грошей злочином;
- встановлення кримінальної відповідальності за такі протиправні дії, а також за неповідомлення про них;
- конфіскація отриманих злочинних доходів, а також сприяння іншим країнам у конфіскації таких доходів;
- створення спеціального органу фінансового контролю за сумнівними фінансовими операціями (фінансової розвідки);
- введення обов'язкових вимог до всіх фінансових організацій стосовно ідентифікації своїх клієнтів, виявлення, обліку та повідомлення спеціального органу про сумнівні фінансові операції;
- звільнення від кримінальної відповідальності осіб за умов подання контролюючому органу інформації про сумнівні фінансові операції;
- співпраця з відповідними міжнародними органами та організаціями в боротьбі з відмиванням грошей, у тому числі видача злочинців (екстрадиція).

## Чорний список
Одним із напрямків діяльності ФАТФ є визначення так званих некооперативних країн та територій і складання їх переліку, який називають «чорним списком». Хоч включення країни до «чорного списку» і не приводить до застосування санкцій з боку світового співтовариства, однак воно свідчить про ступінь довіри до неї з боку зарубіжних інвесторів. Включення чи виключення з цього списку країни відбувається на засіданнях ФАТФ відповідно до певних критеріїв, визначених цією організацією у 2000 р. і згрупованих у чотири групи:
- «прогалини» у фінансовому регулюванні — наприклад можливість здійснення транзакцій в платіжних системах без відповідної авторизації — тобто не можливість встановлення походження коштів;
- інші перешкоди законодавчого характеру — сюди відносять наприклад неможливість встановлення особи власника компанії;
- перешкоди в міжнародній співпраці — наприклад, законодавча заборона надання інформації міжнародним організаціям, які займаються протидією відмивання коштів, стосовно певних транзакцій.
- неадекватність заходів для протидії відмиванню коштів — нестача, або не належна кваліфікація персоналу, хабарництво тощо.

ФАТФ визначає обсяги тіньової економіки у високо-розвинутих країнах на рівні 17 % ВВП, у країнах, що розвиваються — 40 % ВВП, у країнах з перехідною економікою — понад 20 % ВВП. За даними Світового банку у сфері світової тіньової економіки щорічно виробляється товарів та надається послуг на $8—10 трлн.
Після початку Російського вторгнення в Україну, у жовтні 2022 року FATF запровадила санкції проти РФ, виключивши її зі свого складу й заборонила цій країні брати участь у поточних та майбутніх проєктах. В лютому 2023 року FATF безстроково призупинила членство Росії через невизнання організацією її дій, що були «несумісниими з принципами FATF» як «забезпечення безпеки, стабільності та цілісності глобальної фінансової системи». 